# Oficer dyplomowany

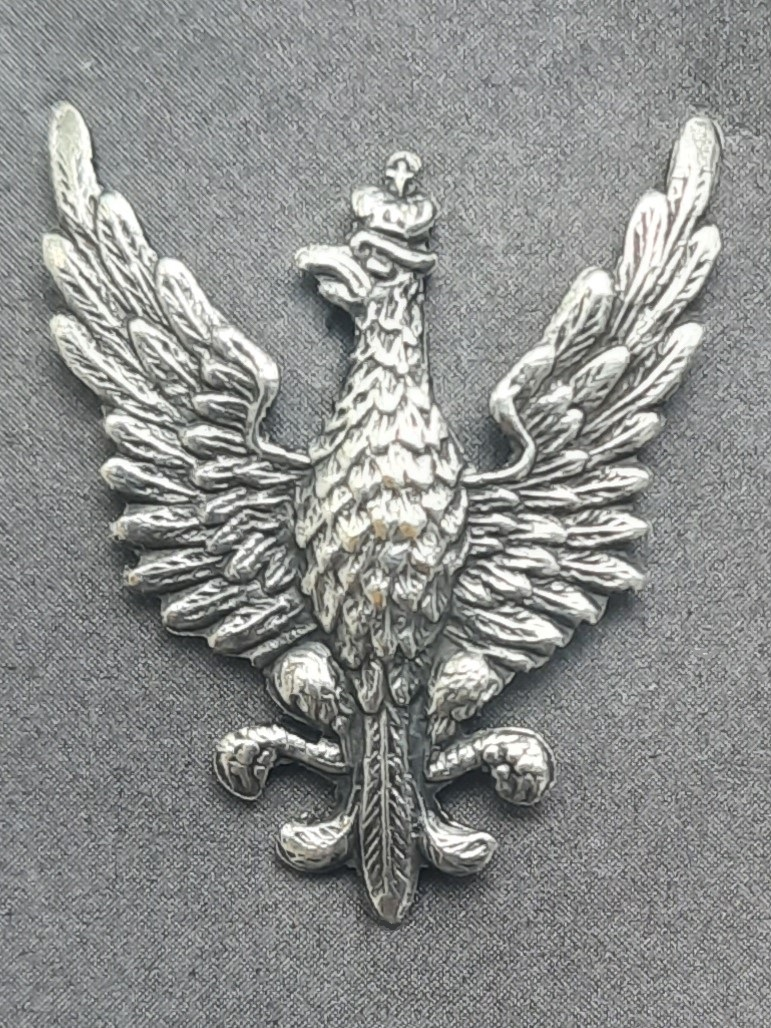
Orzełek na kołnierz munduru

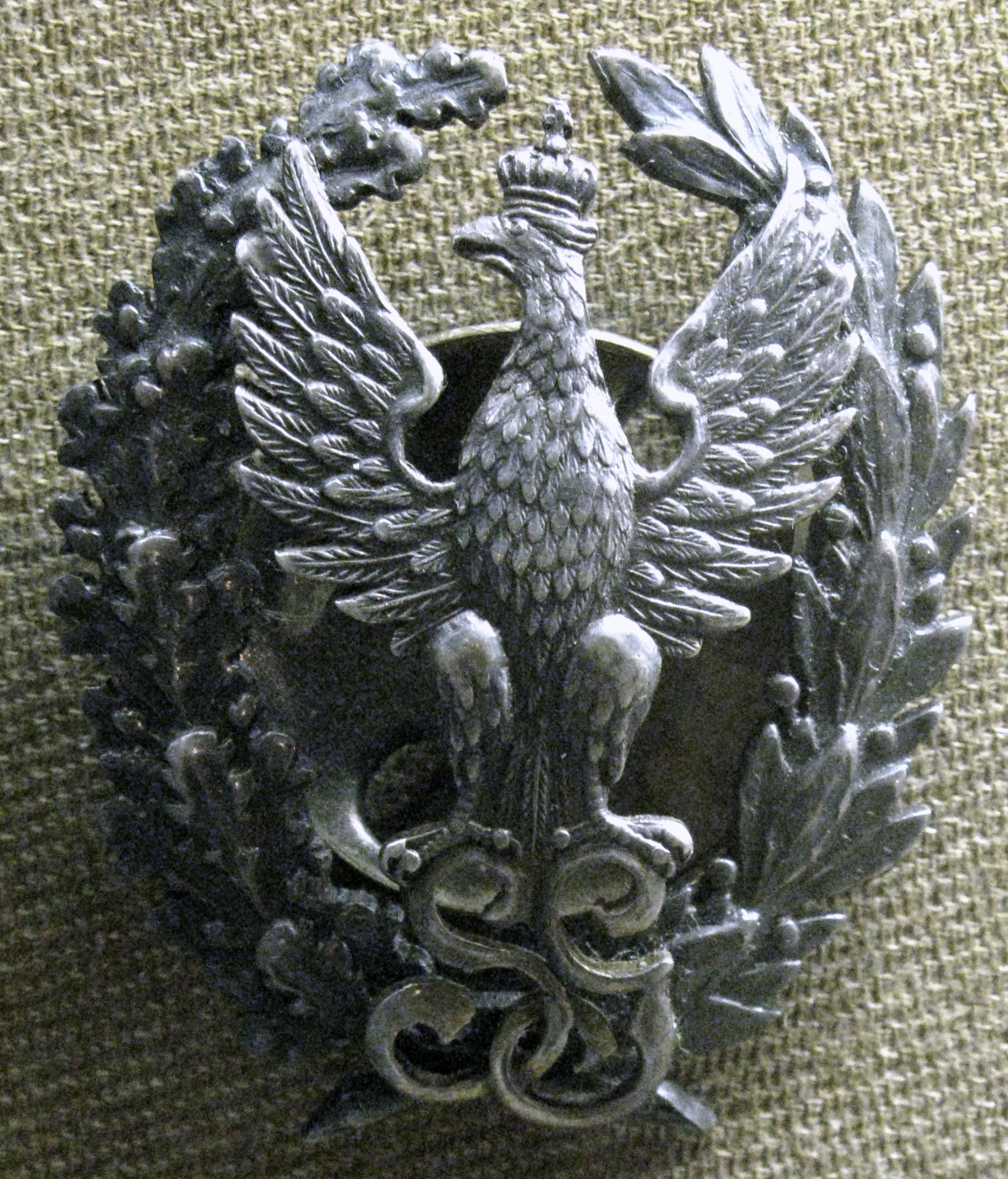
Znak dyplomowanych oficerów Sztabu Generalnego II Rzeczypospolitej

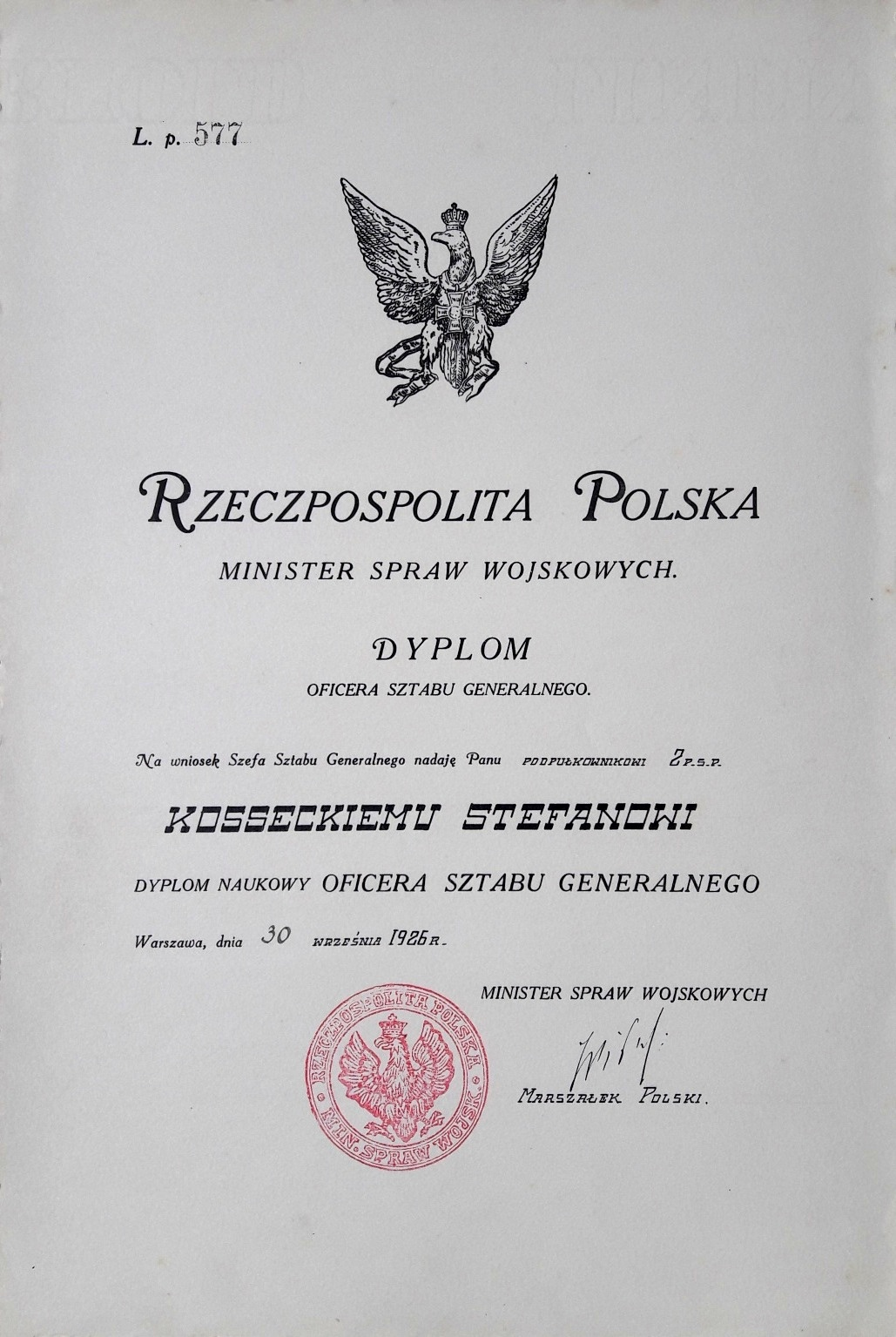
Dyplom naukowy oficera Sztabu Generalnego

Oficer dyplomowany – tytuł wojskowy przysługujący oficerowi Wojska Polskiego po ukończeniu odpowiedniej uczelni. Pisany jest bezpośrednio po stopniu wojskowym (np. płk dypl.). W pierwszym okresie absolwentom nadawano tytuł oficerów Sztabu Generalnego (SG).
- W okresie II Rzeczypospolitej w Wojsku Polskim absolwentowi Wyższej Szkoły Wojennej. Ukończenie Wyższej Szkoły Wojennej (WSWoj) wiązało się ponadto (z reguły) z awansem o jeden stopień oficerski.

- W Siłach Zbrojnych PRL tytuł ten przysługiwał (od roku 1958) absolwentom Akademii Sztabu Generalnego Wojska Polskiego. Używali go również oficerowie polscy – absolwenci równorzędnych uczelni Związku Radzieckiego i uczelni innych państw Układu Warszawskiego[a]. Tytuł zawodowy przysługujący absolwentom zagranicznej uczelni ustalał Minister Obrony Narodowej – po wysłuchaniu opinii rady naukowej odpowiedniej akademii wojskowej[1].

- W Siłach Zbrojnych RP tytuł przysługiwał absolwentowi studiów dowódczo-sztabowych Akademii Obrony Narodowej. Po przekształceniach organizacyjnych zaprzestano nadawania tego tytułu. Tytuł "oficer dyplomowany Sił Zbrojnych Rzeczypospolitej Polskiej" (dypl. SZ RP) przywrócono w roku 2017[2] – przysługuje on absolwentom Podyplomowych Studiów Operacyjno-Taktycznych prowadzonych w Akademii Sztuki Wojennej.